# Frontera entre els Estats Units i Kiribati
La frontera entre Kiribati i els Estats Units es completament marítima i es troba a l'oceà Pacífic. al nivell de l'equador terrestre i composta de tres parts corresponents a tres de les Illes d'Ultramar Menors dels Estats Units, territoris no incorporats:
- Entre l'illa Baker i les illes Fènix
- Entre l'atol Palmyra i les illes de la Línia
- Entre l'illa Jarvis i les illes de la Línia

Aquestes tres fronteres han estat objecte d'un tractat únic, signat el 6 de setembre de 2013 entre Frankie A. Reed, ambaixador estatunidenc a Kiribati i Anote Tong, president de les Kiribati.

## illa Baker - illes Fènix
El tractat defineix sis punts que separen l'illa Baker dels atols de Canton, McKean i Nikumaroro
- Punt 1 : 3'01'15.0"S., 177°28'06.9"O.
- Punt 2 : 3°00'53.4"S., 177°27'10.7"O.
- Punt 3 : 2°56'48.9"S., 177°17'04.6"O.
- Punt 4 : 0°43'47.1"S., 173°45'17.4"O.
- Punt 5 : 0°15'54.9"N., 173°08'34.7"O.
- Punt 6 : 0°16'46.3"N., 173°08'03.0"O.

## Atol Palmyra - illes de la Línia
El tractat defineix cinc punts que separen l'Atol Palmyra i l'escull Kingman dels atols de Teraina i Tabuaeran
- Punt 1 : 2°39'34.8"N., 163°3'53"O.
- Punt 2 : 3°56'06.6"N., 162°11'14.4"O.
- Punt 3 : 5°52'3.0"N., 160°47'48.1"O.
- Punt 4 : 7°46'18.5"N., 159°25'30.9"O.
- Punt 5 : 7°52'44.6"N., 159°19'52.9"O.

## illa Baker - illes de la Línia
El tractat defineix deu punts que separen l'illa Jarvis de les illes de Teraina, Tabuaeran, Christmas, Malden i Starbuck
- Punt 1 : 1°58'59.8"N., 162°22'43.6"O.
- Punt 2 : 2°2'31.6"N., 161°38'46.0"O.
- Punt 3 : 1°43'16.3"N., 159°39'22.2"O.
- Punt 4 : 0°45'21.7"N., 158°46'44.3"O.
- Punt 5 : 0°16'35.9"N., 158°20'58.3"O.
- Punt 6 : 0°1'30.1"S., 158°05'53.7"O.
- Punt 7 : 1°30'55.4"S., 156°59'50.8"O.
- Punt 8 : 3°10'47.0"S., 158°11'08.6"O.
- Punt 9 : 3°16'18.3"S., 158°18'14.3"O.
- Punt 10 : 3°16'55.3"S., 158°19'01.7"O.